# Цюрихський оперний театр
Цюрихський оперний театр (нім. Opernhaus Zürich) — оперний театр у місті Цюриху (Швейцарія), місце розміщення цюрихської оперної трупи від 1891 року. 

## Загальні дані
Цюрихський оперний театр розташований за адресою (адреса адміністрації):
Фалькенштрассе, буд. 1, м. Цюрих—8008 (Швейцарія).
Автором розкішної еклектичної будівлі театру є славетне Бюро Фельнер & Гельмер. Неокласичний фасад будівлі має багатий декор. 
Глядацька зала театру вміщує 1 100 глядачів. У інтер'єрі відчутним є вплив стилю рококо.

## З історії театру
Перший постійний театр Aktientheater був збудований у Цюриху 1834 року. Цей театр здебільшого пропагував творчість Ріхарда Вагнера, зокрема у період його «висилки» з Німеччини. Його будівля згоріла вщент під час пожежі 1890 року. 
Майже відразу почалися роботи зі зведення нової опери, і вже 1 жовтня 1891 цюрихська оперна трупа перебралася до величної еклектичної споруди нового театру, що проектувався як «Цюрихський міський театр» (Stadttheater Zurich). Цей театр став головним міським майданчиком для проведення драматичних, оперних і музичних вистав. 
1925 року театр дістав сучасну назву — Цюрихський оперний театр.
На початок 1970-х років будівля театру потребувала капітального ремонту. Більше того, існувала навіть думка в недоцільності витрат на реставрацію, натомість висувалась ідея зведення новобудови для Цюрихської опери. Однак, у 1982—84 роках було здійснено ретельну реконструкцію старої будівлі. У місті ж це викликало неоднозначну реакцію містян. 
Оновлений Цюрихський оперний театр почав свою роботу з постановки опери Ріхарда Вагнера «Нюрнберзькі майстерзінгери».
У теперішній час Цюрихський оперний театр — значний культурний осередок міста і країни.

## Світлини

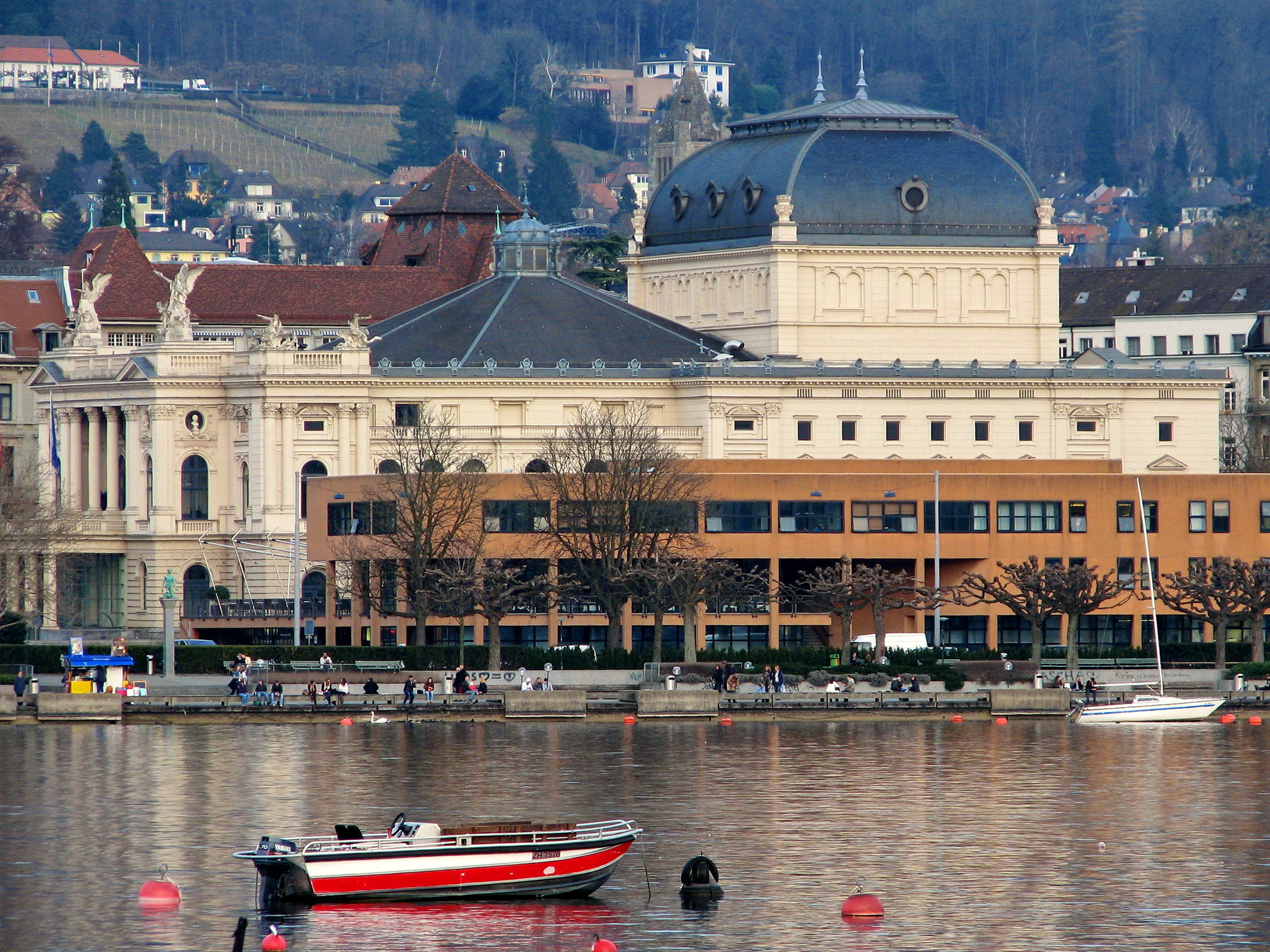
Оперний театр з боку Цюрихського озера
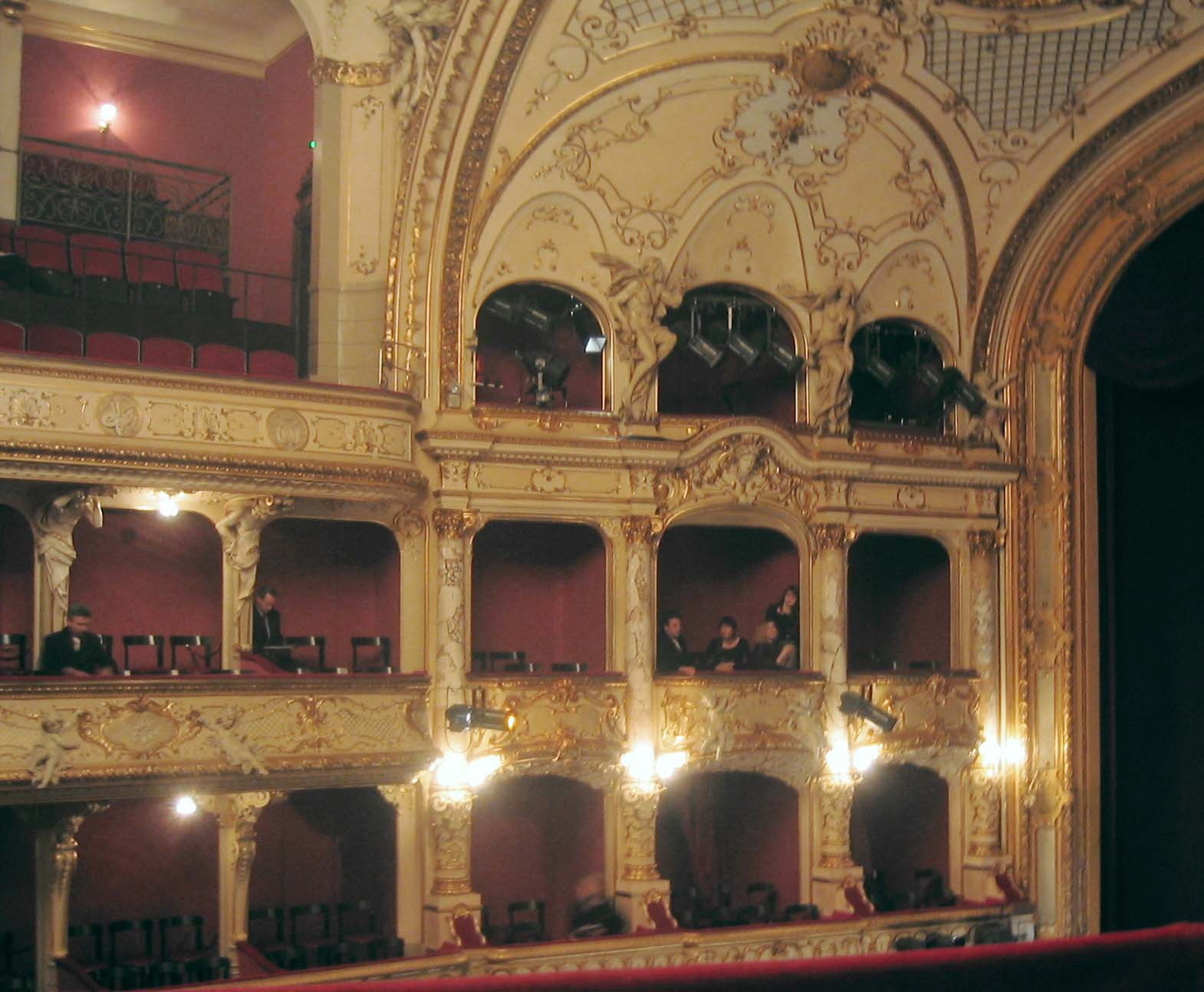
Глядацька зала
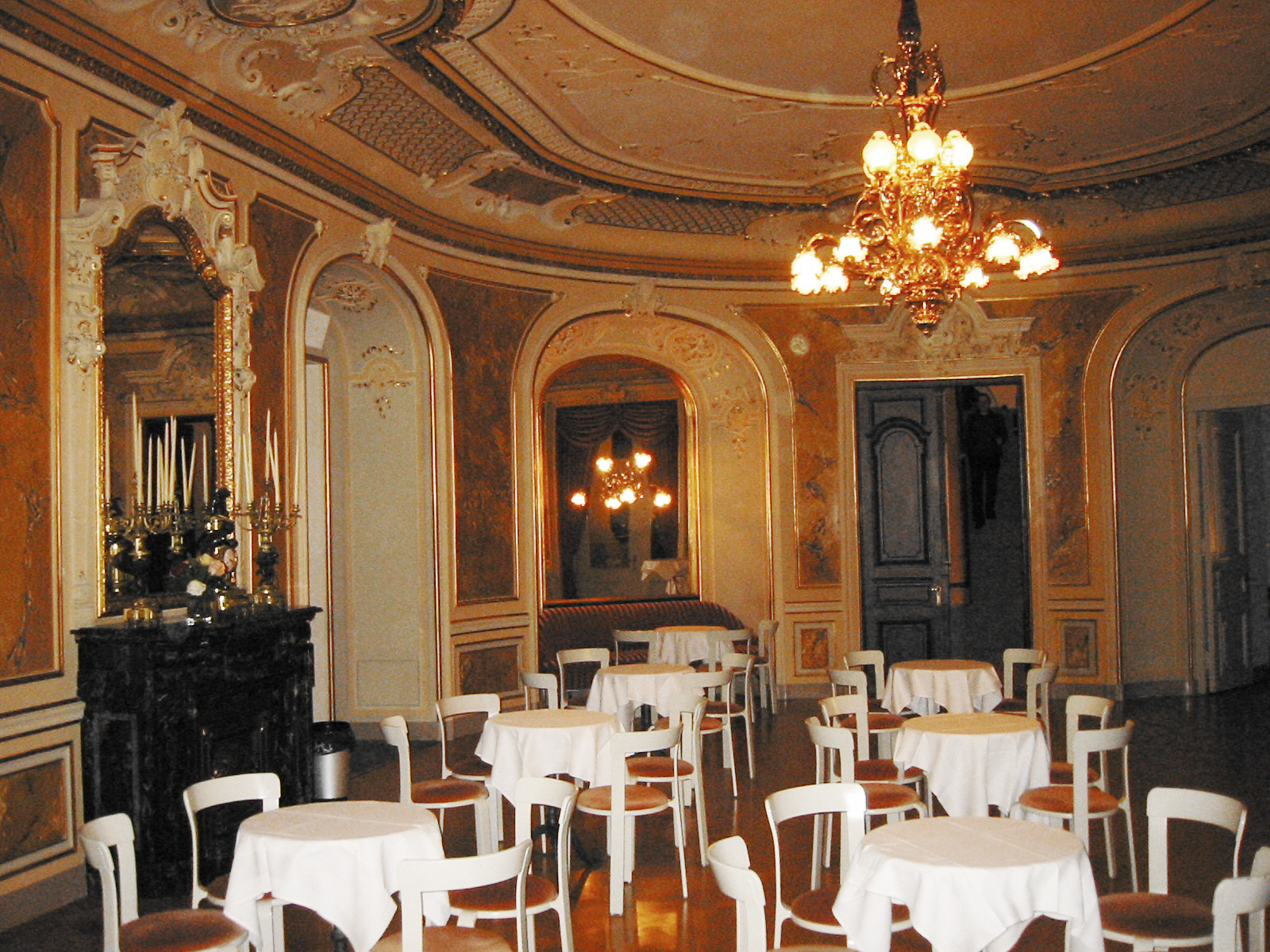
Фоє
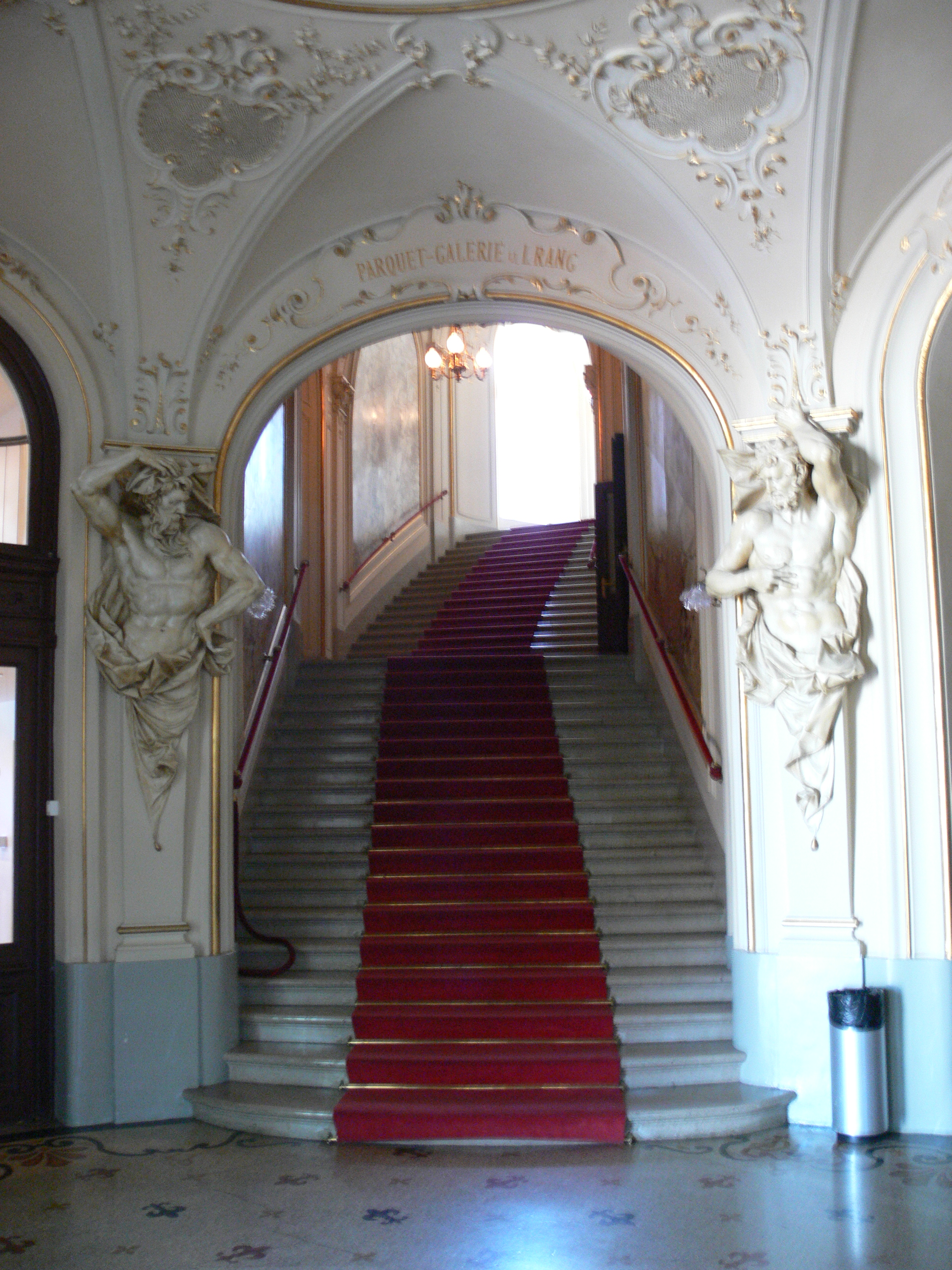
Сходи

## Виноски
1. ↑  Контакти на Офіційна вебсторінка театру (нім.)